# 新金谷駅
新金谷駅（しんかなやえき）は、静岡県島田市金谷東2丁目にある、大井川鐵道大井川本線の駅である。

## 歴史
- 1927年（昭和2年）6月10日：開業。

## 駅構造
島式ホーム1面2線を有する地上駅。木造駅舎を有する。駅舎とホームの間は構内踏切で連絡している。ホームにアナウンスの装置はなく、列車の到着時には駅員が乗客を誘導する。当駅には側線・電留線があり、使用しない機関車や客車などが留置されている。
駅構内には蒸気機関車 (SL) を含む大井川本線の車両の整備を行っている新金谷車両区が併設されている。ここがSLの実質的な発着場所であり、SL出発式が行われ、運用を終えたSLはここへ戻ってくる。過去に存在した転車台は1970年（昭和45年）9月28日に撤去されたため、SLの方向転換ができない状態となり、長い間千頭発のSLは原則的に逆機で客車を牽引していた。しかし、転車台を再設置することが2010年（平成22年）11月に決定され、2011年（平成23年）10月7日（SLフェスタ2011の初日）に使用を開始した。島田市の観光政策の一環でもあった。車両区西側・SLの留置場北側に設置され、通常は電動だが手押しで動かすことも可能である。
また当駅の金谷駅側の外れ、新金谷車両区の脇から南東方向に分かれて伸びる側線がある。終端部に廃車となった車両や貨車が留置されているが、廃車となった車両の解体作業や車両の搬入、搬出、資材の積み込みにも使われている。挟む形となっている大井川の支流から「大代川側線」と通称されている。2018年（平成30年）秋からは、同側線末端に検修設備が設けられている。
駅舎は大井川鐵道の本社事務所となっている。また駅舎内には喫茶店「This is cafe 新金谷駅店」が営業している。
2018年（平成30年）11月2日の『官報』号外第242号「文化財を登録文化財に登録する件」（文部科学省告示第二百十四号）により、駅舎が登録有形文化財に登録された。
当駅から金谷駅まではスタフ閉塞となっており、1列車しか入線できない。金谷駅に出入りする列車のために運転扱いを兼ねて終日駅員が配置されている。

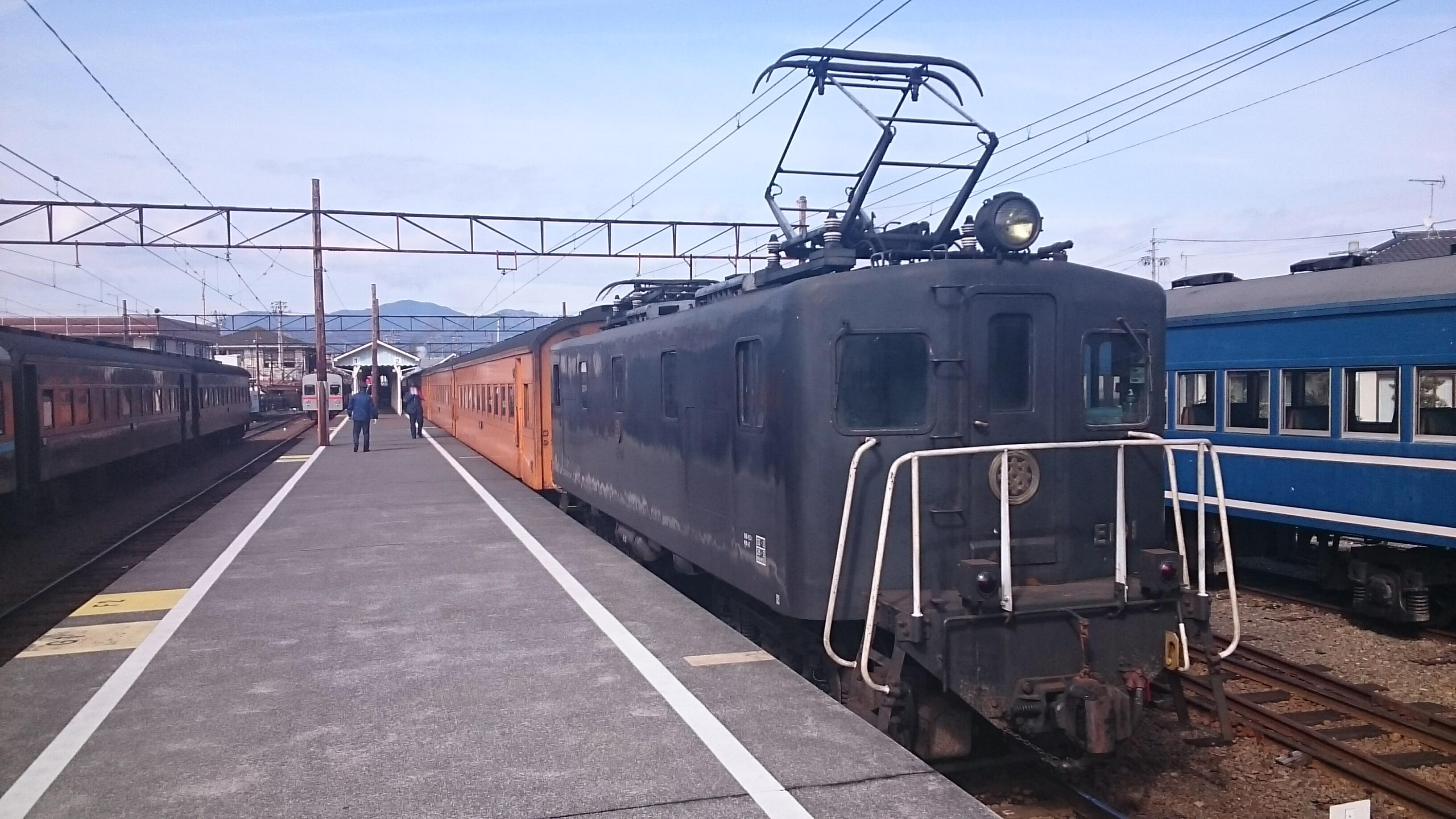
ホーム（2018年2月）
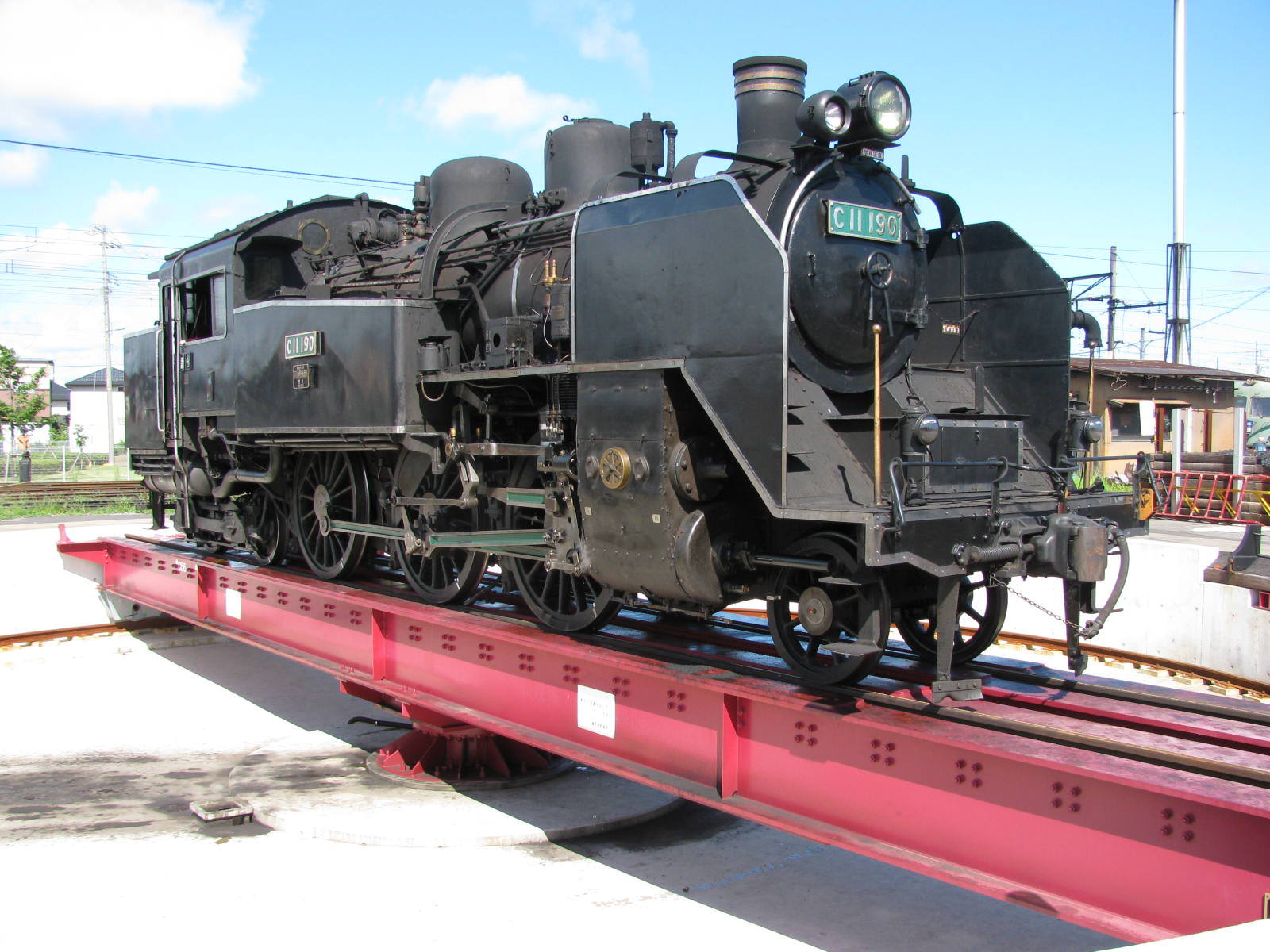
転車台とC11 190

## 利用状況
- 2007年度の1日平均乗車人員は468人（『静岡県統計年鑑』による）。
- 2011年10月1日から、蒸気機関車牽引の全列車が当駅始発となった。

## 駅周辺
- プラザロコ - 元ヤオハンの建物を改装して、1997年（平成9年）4月27日にオープンした施設[9]。館内には、SL急行券の販売窓口や売店、ロコミュージアムなどがある[9]。
- 宅円庵 - 日本左衛門首塚
- 沼津熔銅株式会社[10]

- 2019年（令和元年）7月20日より、静岡空港 - JR金谷駅・新金谷駅間においてバス路線が実証運行として開始され[11][12]、2022年3月27日より蓬莱橋まで延伸された[13]。

## 隣の駅
大井川鐵道
■大井川本線
特急「きかんしゃトーマス号」、SL急行「かわね路号」「南アルプス号」停車駅
■普通
金谷駅 - 新金谷駅 - 代官町駅